# Luhansk
Luhansk (ukrainska: Луга́нськ, Luhansk uttal (fil), ryska: Луга́нск, Lugansk), 1935–1958 och 1970–1990 Vorosjilovgrad, är en stad i Ukraina och huvudort i Luhansk oblast. Under 2022, som led i Rysslands fullskaliga invasion av Ukraina, annekterades Luhansk oblast olagligt av Ryssland, något endast Ryssland, Syrien och Nordkorea har erkänt. Staden hade 399 559 invånare i början av 2021.
Luhansk ligger vid floden Luhan.

## Historik

### Under Ryssland och Sovjetunionen
Luhansk ligger i ett vidsträckt stenkolsdistrikt och växte upp omkring ett stort järnverk anlagt 1795 av engelsmannen Charles Gascoigne. Verket försörjde Svartahavsflottans och de södra fästningarnas behov av krigsmateriel, men gick snart omkull. Under Krimkriget var det åter i verksamhet, och sedan 1864 tillverkades i Luhansk huvudsakligen lantbruks- och ångmaskiner samt maskiner för sockerbruk, brännerier med mera. 
Sitt uppsving räknar Luhansk från 1890. Luhansk var en kretsstad i ryska guvernementet Jekaterinoslav.  
Mellan år 1935 och 1958 och mellan 1970 och 1990 hette staden Vorosjilovgrad efter Kliment Vorosjilov som var en politiker och militär i Sovjetunionen.

### Under Ukraina

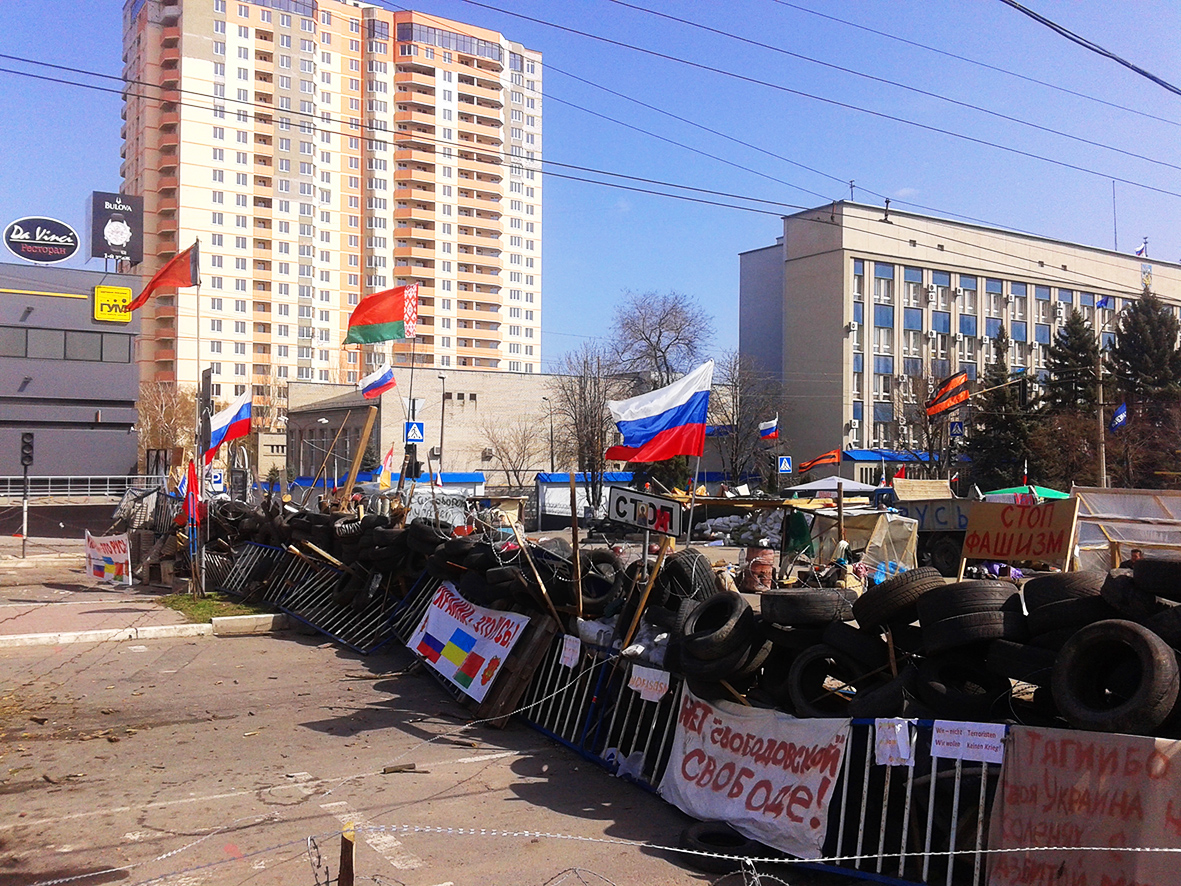
Proryska gatubarrikader i Luhansk den 16 april 2014.

Luhansk blev 1991 huvudstad i Ukrainas östligaste oblast. Med sin placering i östra delen av Donetsbäckenet har staden både språkligt och politiskt ofta legat långt från Kiev och den västra delen av landet.
I mars 2014 var Luhansk föremål för proryska demonstrationer (i protest mot händelseutvecklingen i slutskedet av Euromajdan), vilka under april efterträddes av regelrätta ockupationer av offentliga byggnader. Därefter blev Donetsk[källa behövs] huvudstad i den nyutropade separatistiska "Folkrepubliken Luhansk", som tillsammans med "Folkrepubliken Donetsk" (under den gemensamma beteckningen Federala staten Nya Ryssland) och den ryska armén därefter stridit mot Ukrainas styrkor om kontrollen över området.

## Sport
I staden finns fotbollslaget FK Zorja Luhansk.